# Oranjestad-Oost
Oranjestad-Oost – jeden z ośmiu regionów (regio) w północno-zachodniej części kraju autonomicznego Aruba, należącego do Holandii, w Ameryce Południowej. 1 stycznia 2020 r. liczył 14 923 mieszkańców. 

## Podział administracyjny
W skład regionu wchodzi dziewięć stref (zone)
- 3.31 Nassaustraat
- 3.32 Klip/Mon Plaisir
- 3.33 Sividivi
- 3.34 Seroe Blanco/Cumana
- 3.35 Dacota/Potrero
- 3.36 Tarabana
- 3.37 Sabana Blanco/Mahuma
- 3.38 Simeon Antonio
- 3.39 Oranjestad-Oost Other

## Demografia
Region liczy 14 923 mieszkańców (1 stycznia 2020), co stanowi 13,8% całej populacji kraju.
| Kobiety | Mężczyźni |
| ------- | --------- |
| 6925    | 7988      |